# مويلحة الوسطى (إيران)
مويلحة الوسطى (بالفارسية: مویلحه وسطی) (بالفارسية: مويلحه وسطي)، قرية في منطقة أزاده الريفية، منطقة مشراغة، مقاطعة خلف أباد، محافظة خوزستان، إيران. بلغ عدد سكانها 55 نسمة في 12 عائلة حسب إحصاء السكان 2006.